# Portugalsko na Letních olympijských hrách 1996
Portugalsko se účastnilo Letní olympiády 1996. Zastupovalo ho 107 sportovců (83 mužů a 24 žen) v 18 sportech.

## Medailisté
| Medaile | Jméno                   | Sport    | Soutěž               |
| ------- | ----------------------- | -------- | -------------------- |
| Zlato   | Fernanda Ribeirová      | Atletika | Ženy běh na 10 000 m |
| Bronz   | Nuno Barreto Hugo Rocha | Jachting | muži Třída 470       |